# Vordingborg
 Denne artikel handler om selve byen Vordingborg. Ordet Vordingborg bruges ofte også som en kort betegnelse for Vordingborg Kommune.
Vordingborg er en tidligere købstad på Sydsjælland og er hovedby i Vordingborg Kommune, der hører under Region Sjælland. Byen ligger ved Masnedsund og er via en bro forbundet til Masnedø og videre over Storstrømsbroen til Falster.
Vordingborg har 12.093 indbyggere  (2025) og 18.118 inkl satellitbyerne Nyråd, Ørslev og Stensved, der ligger hhv. 1, 3 og 5 km fra bygrænsen. Disse byer er gamle landsbyer, der har udviklet sig til satellitbyer, fordi godserne Rosenfeldt, Iselingen og Marienlyst vanskeliggør en samlet byområdeudvikling i Vordingborg. 
Vordingborg er en gammel færgeby med en rig historie. Ruinerne af den gamle kongeborg, som var hjemsted for tre Valdemar-konger, er byens fremmeste seværdighed. Den eneste fuldt bevarede del, Gåsetårnet, er byens vartegn. Der findes desuden en historisk-botanisk have på voldterrænet; den er skabt i 1921 af landskabsarkitekt G.N. Brandt på grundlag af den ældste danske havebog fra 1647 Horticultura Danica af Hans Raszmussøn Block. Byens kirke Vor Frue Kirke stammer fra 1388 og ligger på kirkeengen, hvorfra resterne af en voldgrav strækker sig til slotsruinen.
Vordingborg har gymnasium, handelsskole, seminarium, kaserne samt jernbanestation og er hjemby for Danmarks Borgcenter, det tidligere Sydsjællands Museum. På halvøen Oringe findes et hospital for sindslidende. Byen har tre havne, heraf to lystbådehavne og en industrihavn. Langs kysten ved Storstrømmen ligger den populære Ore Strand. Hvert år i juli afholdes byfesten Vordingborg Festuge og den prisvindende Prins Jørgens Garde er tilknyttet byen.
I ulige år i august afholdes den internationale teaterfestival Waves, arrangeret af byens egnsteater Cantabile 2.
Gl. Vordingborg Kommune blev dannet i 1970 og lå indtil Kommunalreformen, 2007 i Storstrøms Amt. Den nuværende Vordingborg Kommune er opstået ved sammenlægning af Langebæk Kommune, Møn Kommune, Præstø Kommune og Gl. Vordingborg Kommune.
Fra den sydsjællandske købstad er der 17 km til Præstø, 28 til Stege, 29 til Næstved, godt 31 til Nykøbing Falster, 58 til Rødbyhavn og 92 km til København.

## Historie

### Oprindelse
Det er usikkert, hvornår det ældste borgsted er opstået på banken, men Valdemar den Store opførte en borg på stedet i 1157. Kongen ønskede et samlingssted for sin flåde til forsvar og angreb imod venderne og havde samlet sine skibe i havnen neden for borgen, så de var klar til anvendelse. Vordingborg by opstod vist i begyndelsen af 1100-tallet, men fik først nævneværdig betydning med borgens fremkomst. Valdemar drog i krig mod venderne sammen med Biskop Absalon, og i 1169 gik den danske hær i land på Rügen og erobrede borgen Arkona. Valdemar vendte sejrrigt hjem til Vordingborg, hvor han døde på sin borg Worthing i 1182.

### Middelalderen
Valdemar Sejr var ofte bosiddende på borgen og brugte den hyppigt til afholdelse af danehof. I sit dødsår 1241 stadfæstede han Jyske Lov som national gældende lov for Kongeriget Danmark. sortebrødrekloster stiftede 1253 et kloster i byen, men dets beliggenhed er uvis. Der blev afholdt adskillige rigsforsamlinger i byen: 1255, 1282, 1283 og 1284. I 1296 blev der sluttet forlig mellem Erik Menved og Valdemar 4. af Slesvig (1262-1312), og Valdemar måtte afgive Als, Ærø og Femern til kongen. Christoffer 2. kronedes i Vordingborg i 1324 og et bryllup sattes i værk på borgen mellem hans datter Margrethe og Markgreve Ludwig, af Brandenburg (1314-1361). Kongen måtte gå i landflygtighed i 1326.
Valdemar Atterdag blev den konge, der satte sit tydeligste præg på Vordingborg. Borgen og byen var sat i pant hos de holstenske grever, men kom i 1346 atter i kongens besiddelse, og borgen blev udvidet med fæstningstårne samt en ca. otte meter høj ringmur. Det gjorde den til kongerigets stærkeste forsvarsværk. Som en hån mod holstenerne og hansestæderne satte kongen en guldgås i toppen af det højeste borgtårn, idet han sammenlignede de 77 hansestæder, der havde erkæret ham krig, med skræppende gæs. Tårnet fik nu navnet Gåsetårnet. Fra 1368 indtil freden i 1370 blev den belejret af Hansestæderne, uden held. Efter Valdemars død i 1375 sluttede Margrete 1. i 1392 en foreløbig fred med de holstenske grever.
I 1415 blev Vordingborg købstad, mens Erik af Pommern var konge. Det lykkedes ham at slutte endelig fred med Holsten i 1435 efter langvarige forhandlinger på den sydsjællandske borg. Ved to rigsforsamlinger der i 1437 og 1438 forsøgte Erik forgæves at overtale sin fætter Hertug Bogislaw til at overtage kongemagten. Kongen tog nu sine skatte samt guldgåsen fra Gåsetårnet og rejste til Gotland. Han vendte ikke tilbage til Vordingborg.

### Renæssancen
Selv om Kong Hans opholdt sig en del på borgen, var det slut med den som rigets centrale kongebolig, og det begyndte at gå tilbage for byen. Kun som overfartssted til Falster bevarede Vordingborg en vis betydning; handel var der ikke meget af, borgen forfaldt og fattigdommen tog så meget til i købstaden, at Frederik 2. i 1577 helt eftergav byskatten. I et brev fra 1582 blev lensmand på Vordingborg Slot bedt om at forbedre det, da "Hus og Mure vare meget forfaldne". I et brev fra 1585 bad kongen den samme lensmand om at få de lokale kirker til at yde økonomisk hjælp for at modvirke forfaldet på Vordingborg Kirke.
Byens problemer fortsatte i 1600-tallet. I 1635 befalede Christian 4., at en tømrermester skulle begive sig til Vordingborg Slot for at udbedre tårnene på slottet, idet det frygtedes at de ville styrte sammen og ødelægge de nærmeste huse. Lige lidt hjalp det, for under Svenskekrigene i 1658 kunne den svenske konge Karl X Gustav uhindret indtage slottet og indlede fredsforhandlinger med de danske rigsråder. Da forhandlingerne ikke lykkedes, besatte svenske soldater Vordingborg Slot til 1659, selv om danske partisaner under ledelse af Svend Poulsen Gønge (med tilnavnet Gøngehøvdingen) angreb slottet. Ved freden i 1660, så stedet særdeles forfaldent ud, med mure og tårne der var ved at styrte sammen, og det blev erklæret uegnet til bolig.

### Under enevælden
Fra 1671 til 73 opførte Christian 5. et trefløjet jagtslot i italiensk barokstil til sin bror Prins Jørgen, der rev store dele af det gamle borganlæg ned. Gåsetårnet fik dog lov til at blive stående og benyttedes som fængsel. Prinsen rejste til England i 1683 og slottet kom til at stå ubeboet til det i 1700-tallet blev indrettet som rytterkaserne. I 1750 var det slut med det og efter en nedrivning blev materialerne solgt til Overskattedirektionen i 1769. En enkelt af sidefløjene fik lov til at blive stående. Det rummer Danmarks Borgcenter. Som mange danske byer blev Vordingborg ramt af en række bybrande i det 18. århundrede i 1718, 1729 (to gange) og 1781. Befolkningstallet gik kun beskedent frem fra 736 indbyggere i 1672 til 765 i 1769. Der var stagnation mange steder i de år.

### Den tidlige industrialisering
Takket være industrialiseringen og byens betydning som overfartssted til Lolland-Falster blev den 19. århundrede en generel opgangsperiode for Vordingborg. I Algade kom et apotek i klassicistisk stil i begyndelsen af 1800-tallet og en ny skole stod klar i 1829. På Slotstorvet kom Det Gamle Rådhus i historicistisk stil i 1845 efter tegninger af kongelig bygningsinspektør Peter Ernst Kornerup, og i løbet af 1850'erne blev det psykiatriske hospital Oringe bygget færdigt på halvøen med samme navn. Hospitalet var tegnet af Gottlieb Bindesbøll og udvidedes senere af Niels Siegfred & Johan Henrik Nebelong i 1870. Samme år blev jernbanen Næstved-Vordingborg anlagt, og der kom en jernbanebro over Masnedsund til færgestedet på Masnedø i 1884. Der blev også anlagt en jernbane, Kalvehavebanen, fra færgestedet til Kalvehave i 1897, men den ophørte efter godt 60 år. Der kom en ny forgyldt kobbergås på Gåsetårnets top, der har siddet der lige siden.
Vordingborgs befolkning var stigende i slutningen af 1800-tallet og men stagnerede i begyndelsen af 1900-tallet: 1.579 i 1850, 1.763 i 1855, 1.780 i 1860, 2.248 i 1870, 2.712 i 1880, 3.188 i 1890, 3.643 i 1901, 3.608 i 1906 og 4.003 i 1911.
Efter næringsveje fordeltes folkemængden i 1890 i følgende grupper, omfattende både forsørgere og forsørgede: 430 levede af immateriel virksomhed, 1.126 af håndværk og industri, 586 af handel og omsætning, 125 af søfart, 190 af fiskeri, 191 af jordbrug, mens 445 fordeltes på andre erhverv, 70 levede af deres midler, 23 nøde almisse, og 2 var i fængsel. Ifølge en opgørelse i 1906 var indbyggertallet 3.608, heraf ernærede 337 sig ved immateriel virksomhed, 216 ved landbrug, skovbrug og mejeridrift, 187 ved fiskeri, 1.378 ved håndværk og industri, 662 ved handel med mere, 546 ved samfærdsel, 139 var aftægtsfolk, 108 levede af offentlig understøttelse og 35 af anden eller uangiven virksomhed.
I 1872 havde byen af fabrikker og industrielle anlæg: 2 brændevinsbrænderier, 1 jernstøberi, 1 bogtrykkeri, 4 ølbryggerier. Af fabrikker og industrielle anlæg fandtes ved århundredeskiftet: 1 jernstøberi, 1 bogtrykkeri, 2 ølbryggerier, 1 mineralvandsfabrik, 1 garveri, 1 teglværk, 1 imprægneringsanstalt for telegraf- og telefonstænger og 1 andelssvineslagteri i Masnedsund (aktieselskab, oprettet 1889).
I Vordingborg udkom 2 aviser: "Vordingborg Dagblad" og "Vordingborg Avis" (begge udgives i Næstved).
I Vordingborg afholdtes årligt 7 markeder, nemlig i marts, april, maj, juli, september, oktober og november.

### Mellemkrigstiden
I mellemkrigstiden voksede Vordingborgs indbyggertal: i 1921 5.184, i 1925 5.432, i 1930 5.607, i 1935 6.501 indbyggere . Men samtidig skete der en vækst i forstæderne Nyråd, Marienberg og Marienlyst, Masnedø og Sindssygehospitalet i Vordingborg Landsogn, hvor der bosatte sig en række personer med arbejde i Vordingborg. Den 1. april 1938 blev hele Vordingborg Landsogn indlemmet i Købstadskommunen.
| År                        | 1921  | 1925  | 1930  | 1935  | 1940  |
| ------------------------- | ----- | ----- | ----- | ----- | ----- |
| Vordingborg købstad       | 5.184 | 5.432 | 5.607 | 6.501 | 9.741 |
| Nyråd by                  | 159   | 163   | 111   | 190   |       |
| Marienberg og Marienlyst  | 996   | 1.088 | 1.181 | 1.404 |       |
| Masnedø                   | 176   | 190   | 178   | 196   |       |
| Sindssygehospitalet       | 758   | 960   | 1.024 | 1.090 |       |
| Vordingborg med forstæder | 7.273 | 7.833 | 8.101 | 9.381 | 9.741 |

Ved folketællingen i 1930 Vordingborg 5.607 indbyggere, heraf ernærede 633 sig ved immateriel virksomhed, 1,914 ved håndværk og industri, 883 ved handel mm, 872 ved samfærdsel, 289 ved landbrug, skovbrug og fiskeri, 327 ved husgerning, 606 var ude af erhverv, og 83 havde ikke oplyst indkomstkilde.
| Næringsveje               | Landbrug m.v. | Håndværk, industri | Handel og omsætning | Transport | Immateriel virksomhed | Hus- gerning | Ude af erhverv | Uangivet | I alt |
| ------------------------- | ------------- | ------------------ | ------------------- | --------- | --------------------- | ------------ | -------------- | -------- | ----- |
| Vordingborg købstad       | 289           | 1.914              | 883                 | 872       | 633                   | 327          | 606            | 83       | 5.607 |
| Marienberg og Marienlyst  | 64            | 352                | 135                 | 177       | 211                   | 103          | 129            | 10       | 1.181 |
| Masnedø                   | 30            | 4                  | 17                  | 97        | 10                    | 12           | 4              | 4        | 178   |
| Sindssygehospitalet       | 6             | 0                  | 0                   | 0         | 158                   | 91           | 1              | 768      | 1.024 |
| Nyråd                     | 12            | 55                 | 7                   | 6         | 3                     | 10           | 13             | 5        | 111   |
| Vordingborg med forstæder | 401           | 2.325              | 1.042               | 1.152     | 1.015                 | 543          | 753            | 870      | 8.101 |

Fra 1912 til 15 opførtes Masnedøfortet til observation og forsvar af farvandet Storstrømmen mellem Sjælland og Falster, og Vordingborg Kaserne og Vordingborg Sygehus grundlagdes i 1913. Vordingborgs tid som færgeby sluttede i 1937 med opførelsen af Storstrømsbroen, og jernbanestationen ved Masnedsund flyttede til købstaden. Sydsjælland var nu forbundet med Falster, og Vordingborgs opland voksede, også fordi al trafik til de vigtige havne i Gedser og Rødbyhavn gik gennem byen. Den 9. april 1940, Danmarks Besættelse, kom tyske tropper for at erobre Storstrømsbroen, og der blev slået alarm på Vordingborg Kaserne. Ordren lød, at Masnedøbroen skulle forsvares, men da den tyske hærchef krævede overgivelse, skete der ikke mere, og broen erobredes uden dramatik.

### Efterkrigstiden
Efter 2. verdenskrig fortsatte Vordingborg sin befolkningsvækst. I 1945 boede der 9.681 indbyggere i købstaden, i 1950 11.231 indbyggere, i 1955 11.461 indbyggere, i 1960 11.780 indbyggere og i 1965 11.905 indbyggere.
I 1946 flyttede Buko til Vordingborg og overtog den tomme Masnedsund Station. Det smelte- og flødeostproducerende firma blev en meget stor arbejdsplads, men da landbrugene i Østdanmark i 1950'erne og 60'erne lagde produktionen om, og køerne flyttede til Jylland, fulgte Buko med. Befolkningstallet i Vordingborg dalede i 1970'erne og 80'erne; denne udvikling blev først vendt efter år 2000.

## Transport og infrastruktur
Vordingborg Station betjenes af regionaltog mellem København og Nykøbing Falster. Fra stationen er der desuden busforbindelse til blandt andet Stege, Præstø, Næstved og Maribo, samt to bybuslinjer.
Cityring går rundt om byens centrum, og Primærrute 22 går fra Vordingborg til Kalundborg, mens Primærrute 59 går til Stege på Møn. Masnedsundbroen går fra Vordingborg til Masnedø lige syd for byen. Broen rummer både tog og biltrafik.

## Erhverv
- Byen rummer adskillige små og mellemstore virksomheder.

- TV 2-regionernes afdeling i Region Sjælland, TV Øst, har hovedsæde i Vordingborg. TV Øst dækker de to tidligere amter: Storstrøms Amt og Vestsjællands Amt.

- Vordingborg Kaserne har siden 1909 fungeret som kaserne i byen.

## Uddannelse

### Ungdomsuddannelser
Følgende uddannelser findes i Vordingborg Uddannelsescenter
- Vordingborg Gymnasium og HF udbyder 
  - stx
  - hf

- Zealand Business Colleges (ZBC) afdeling (campus) i Vordingborg, der er den tidligere Vordingborg Handelsskole. ZBC Vordingborg tilbyder: 
  - erhvervsuddannelser
  - htx
  - hhx
  - hg

### Videregående uddannelse
To videregående uddannelser udbydes af Vordingborg Seminarium, som er placeret ved stationen
- Folkeskolelærer
- Pædagog

### Anden undervisning
- VUC Storstrøm
- Vordingborgskolen er en højskole med fokus på husholdning og håndarbejde

## Kultur
Vordingborg er primært kendt for ruinerne af Vordingborg Slot og Gåsetårnet. Borgen er den største arealmæssigt, der har eksisteret i Danmark.
Fusionsmuseet Museum Sydøstdanmark, der består af bl.a. Køge Museum, Næstved Museum og Møns Museum har hovedsæde i Vordingborg, hvor Danmarks Borgcenter findes. Dette museum beskæftiger sig med Vordingborg Slot og dets plads i Danmarks historie.
Tæt på stationen ligger Biograf Caféen, som har eksisteret siden 1942.
I Kulturarkaden ligger bl.a. kommunens hovedbibliotek, Kunstforeningen Vordingborg og Vordingborg lokalhistoriske arkiv. 
Spillestedet Stars i gågaden har i mange år afholdt koncerter igennem hele året med en blanding af mindre lokale bands og lang række større navne bestående af både nationale og internationale bands. Det er blandt landets regionale spillesteder, udpeget af Kunstrådets Musikudvalg, der modtager støtte fra staten og kommunen.
Af årligt tilbagevendende kulturbegivenheder er Vordingborg Festuge nok den mest kendte. Den forløber over seks dage i uge 28, og tiltrækker over 100.000 besøgende. På festivalen spilles rock- og popmusik, og der er boder i et stort område af byen. 
Derudover findes Vilde Vulkaner, der er en musik- og legefestival for børn i alderen 7-14 år, og Waves festival, der afholdes hvert andet år, og er en festival for teater og kunst. Sidstnævnte arrangeres af egnsteatret Cantabile 2. Desuden er byens gamle medborgerhus i byskoven Kirkeskoven i 2021 blevet omdannet til samlingspunkt for områdets mange testergrupper med midler fra Realdania og Vordingborg Kommune, og det kaldes nu Pavilion K. I foråret 2022 afholdt de den første børneteaterfestival, som bliver årligt tilbagevendende.[kilde mangler]
Hvert andet år afholdes musikfestivalen Gutter Island Garage Rock Festival på Masnedø umiddelbart syd for bydelen Masnedsund.
I den nordlige del af byen lå Restaurant Babette, som blev åbnet i 1991 af kokkeparret Vivi Schou og Henrik Pedersen. Den er blevet udnævnt til Årets restaurant i både 1998 og i 2017. Desuden har ansatte på restauranten vundet flere priser hos Den danske Spiseguide, og som Årets Kok. Restauranten lukkede i 2019.
I 2020-2022 påbegyndtes en omdannelse af den gamle stationsbygning i Vordingborg, som skal omdannes til et ungdoms- og kulturhus. I bygningen er bl.a. Campuscaféen, øvelokaleforeningen Bunkeren og foreningen Værkstedet.
Rundt omkring i byen står en række forskellige statuer og skulpturer; disse tæller bl.a. en af Valdemar Sejr ved slotsruinen og Lauritz Prior buste af Freerik 7. ved kirken, som også findes i flere andre byer.

### Sport
Vordingborg Idræts Forening er en fodboldklub, der spiller i Sjællandsserien. De har hjemmebane på Vordingborg Stadion, der har plads til omkring 5.500 tilskuere, beliggende på Morten Olsens Allé, opkaldt efter den tidligere topspiller og mangeårige landstræner Morten Olsen, som kommer fra Vordingborg og stadig har fritidsbolig i byen.

## Venskabsbyer
- Hamina
- Nurmes
- Rantasalmi
- Benxi
- Nordre Land
- Røros
- Volda
- Ørsta
- Slupsk
- Zukowo
- Falun
- Laholm
- Tomelilla
- Banzkow
- Goldenstädt
- Ratekau
- Uetze

## Kendte personer fra Vordingborg
- Peter Andreas Heiberg (født 1758 – død 1841), landsforvist på grund af kritik af enevælden. Hans gravsten fra Paris blev opsat ved Vor Frue Kirke i 1901.
- Meir Aron Goldschmidt (født 1819), forfatter og samfundskritiker
- Morten Olsen (født 1949), tidligere fodboldspiller og forhenværende landstræner for Danmarks fodboldlandshold. Morten Olsens Allé ved Vordingborg Stadion blev opkaldt ham omkring 1990.[20] Det gør ham til en af de få i Danmark, der i levende live har fået opkaldt en vej efter sig.
- Anders Trentemøller, musiker
- Jesper D. Jensen, bokser
- Mads Tunebjerg, Bassist, Kashmir
- Rasmus Kofoed, verdens bedste kok (Bocuse d'Or-vinder 2011)
- Jesper Zuschlag, skuespiller